# 占美臣路

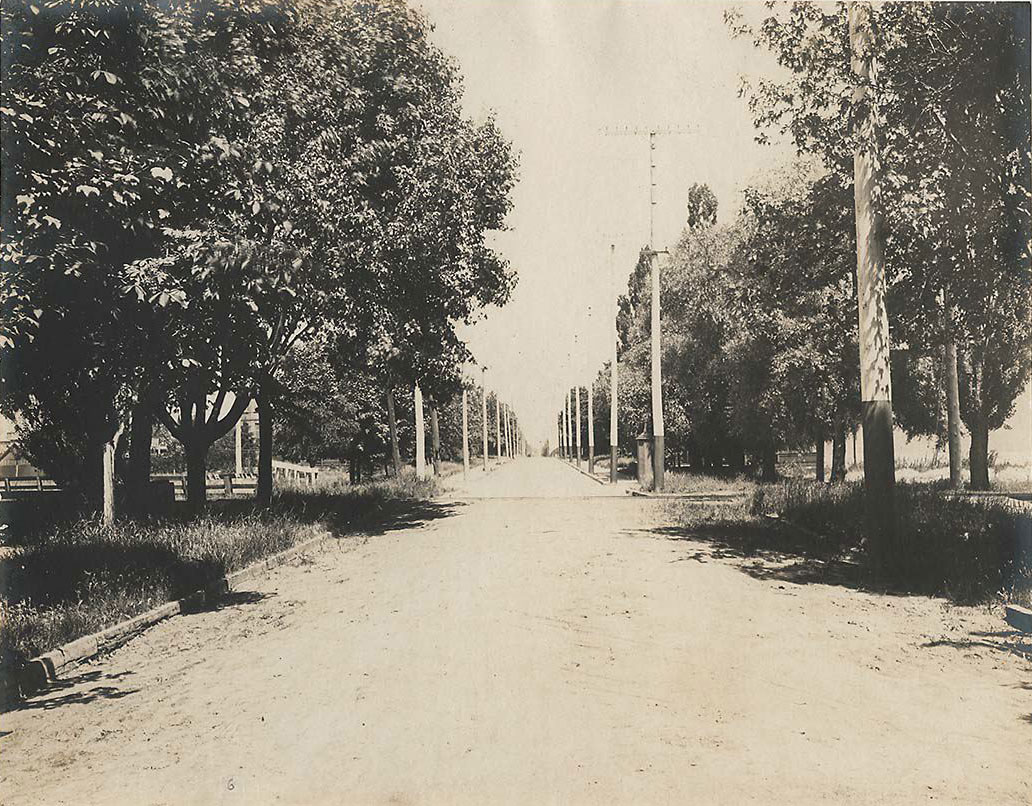
1899年的占美臣路，由春丘路（Springhurst Avenue）以南向北望

占美臣路（英語：Jameson Avenue）是加拿大安大略省多倫多柏杜社區（小西藏）的一條多車道主幹道，是一條由湖濱大道至皇后街的南北向道路。最初在19世紀被佈置為一條雙車道的住宅街道，其交通及土地利用已由郊區或半鄉郊街道轉變為連接快速道路的主幹道。
這條道路以上加拿大律政司羅拔·占美臣（Robert Sympson Jameson）的名字命名。

## 歷史
占美臣路建於1880年代，是當時柏杜村發展項目的一部分，連接皇后街與安大略湖湖濱。柏杜書院（Parkdale Collegiate Institute）建校於1888年，靠近皇后街，是沿街建造的首批建築之一。南柏杜火車站建於1879年，鄰近春丘路（Springhurst Avenue）夾占美臣路處，位於大幹線鐵路（Grand Trunk Railway，縮寫GTR）上。
1889年柏杜併入多倫多市後，占美臣路周圍的發展步伐加快。街道兩旁都是獨戶住宅，其中許多都相當大，沿著街道的全長一直延伸至湖濱。有幾個現今仍然存在。
街道特徵的第一次變化發生於1910年代，當時GTR將鐵路軌道的高度降低至占美臣路以下，並關閉了火車站，取而代之的是西邊的新寧西火車站（Sunnyside railway station）。
隨着多倫多市的發展，以及西部郊區的發展，該地區東西向的汽車交通增加。伊利沙伯皇后道（QEW）於1940年竣工，這意味着湖濱道以及柏杜的延伸，成為多倫多市中心與公路之間的主要連接路徑。皇帝街和皇后街開始承載大量的通勤交通。

## 參考文獻

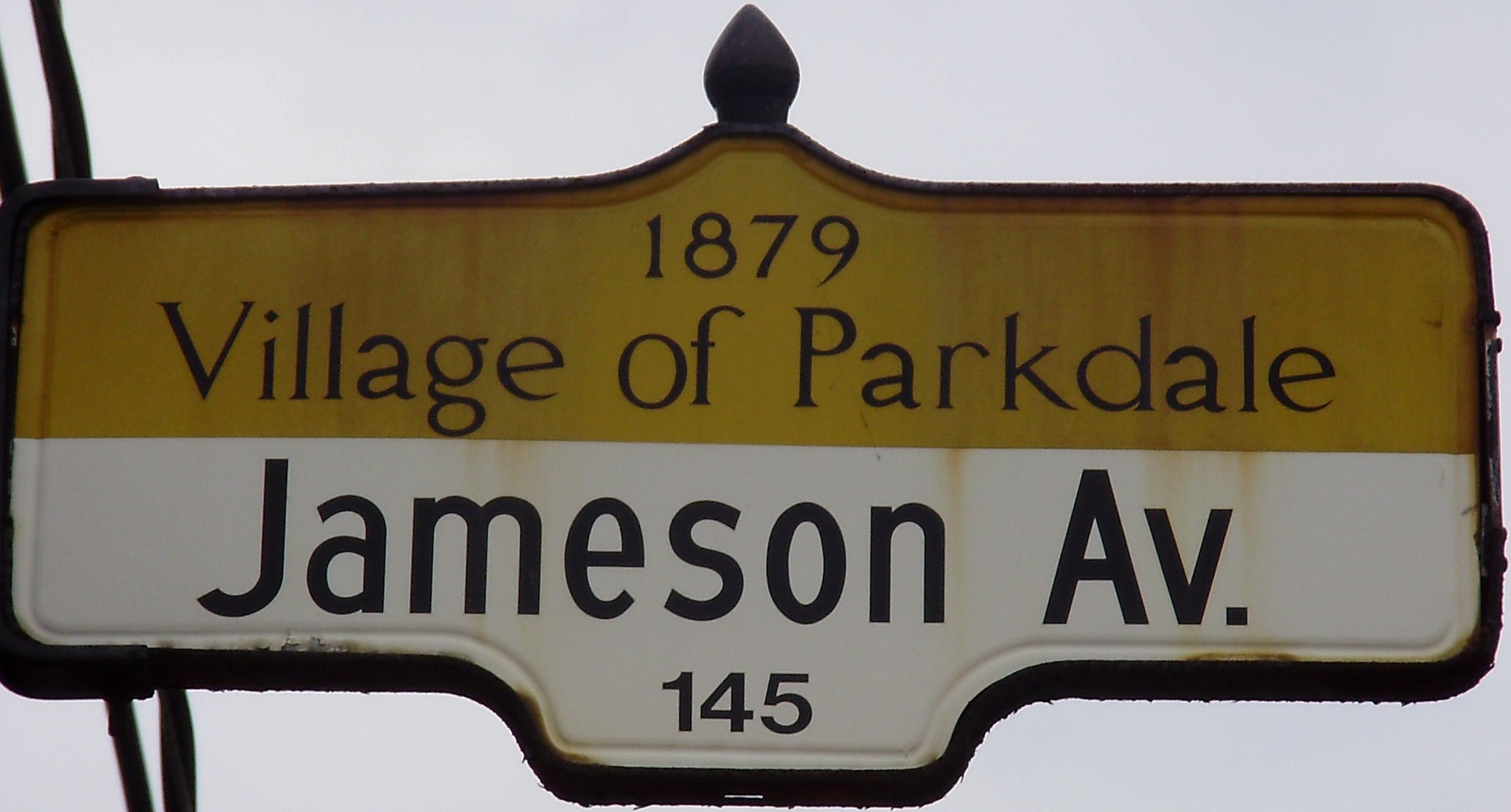
占美臣路路牌